# Siemiatycze
Siemiatycze (udtale: [ɕɛmʲaˈtɨt͡ʂɛ], hviderussisk: Сямятычы Siamiatyčy)  er en by  i den sydlige del af voivodskabet Podlaskie i det nordøstlige Polen,  med   13.782(2021)  indbyggere og et areal på 36,25 km².  Den  er en del af  powiatet (amt) Siemiatycze.

## Geografi
Byen ligger ved floden Vestlige Bug i det centrale østlige Polen, omkring 30 kilometer vest for statsgrænsen til Hviderusland. Siemiatycze jernbanestation ligger et par kilometer sydøst for byen på Siedlce–Waukawysk jernbanelinjen.

## Historie
Siemiatyczes historie går tilbage til midten af det 16. århundrede, hvor landsbyen var en del af Podlasie Voivodeskab (1513-1795) i Storhertugdømmet Litauen. I 1542 tildelte kong Sigismund 2. August bycharter til Siemiatycze, og med Lublinunionen i 1569 overgik den til Kongeriget Polen i den Den polsk-litauiske realunion.
I det 18. århundrede var Siemiatycze blandt de mest udviklede byer i regionen. På det tidspunkt tilhørte det familien Sapieha, som grundlagde rådhuset, synagogen og andre bygninger. Adelskvinde Anna Jabłonowska grundlagde et jordemoderinstitut, hospital, kristent kloster, palads med et museum og et nyt trykkeri. Hun opnåede også en tilladelse fra kongerne af Polen til, at byen kunne afholde to årlige  messer. I 1807 blev Siemiatycze annekteret af det russiske imperium, og under januaropstanden 1863 fandt Slaget ved Siemiatycze  sted her, hvorefter det meste af byen blev ødelagt sammen med Jabłonowski-paladset, som aldrig er blevet genopbygget. Efter Første Verdenskrig genvandt Polen uafhængighed og kontrol over byen.